# Celaena fibrosa
Celaena fibrosa là một loài bướm đêm trong họ Noctuidae.